# Erik Geete (borgmästare)
Erik Eriksson Tranevardus Geete, född 1587 i Stockholm, död 1651, var en svensk ämbetsman.

## Biografi
Erik Geete föddes 1587 i Stockholm. Han var son till rektorn vid Uppsala universitet Ericus Jacobi Skinnerus, inträdde efter studier i Uppsala och utlandet först i kansliet men övergick snart till den juridiska banan. Han följde Johan Skytte som sekreterare på hans beskickning till Danmark och förordnades 1619 till sekreterare i Svea hovrätt. 1627 adlades han, och upptog då sin farmors, den gamla Geet-släktens adliga vapen. Han utsågs samma år till underlagman i Uppland, 1630 borgmästare i Stockholm, 1637 hovrättsassessor i Göta hovrätt, 1640 vicepresident i Åbo hovrätt och fick 1645 avsked. Geete åtnjöt anseende som en kunskapsrik ämbetsman och användes därför flitigt i förvaltningen.
Han utgav även två bokverk, Oratio de bello recte instituendo (1608) och Oratio de studio sapientiæ (1611), och skrev även en berättelse om den danska beskickningen som senare kom i tryck.

### Familj
Geete gifte sig första gången 6 december 1612 i Sankt Nikolai församling med Christina Bengtsdotter (död 1624). Hon var dotter till borgmästaren Bengt Nilsson Skräddare och Anna Andersdotter i Nyköping. De fick tillsammans barnen Catharina Geete (född 1616) som var gift med översten Björn Svinhufvud af Qvalstad, Elisabet Cecilia Geete (född 1618) som var gift med överstelöjtnanten Erik Silfversparre, kommissarien Gustaf Geete, studenten Jakob Geete (1621–1639) i Uppsala, Margareta Geete (född 1623) och Anna Geete (född 1624). Christina Bengtsdotter var syster till Johan Skytte och Lars Bengtsson Skytte.[källa behövs]
Geete gifte sig andra gången 1625 med Märta Bock af Näs (1600–1632). Hon var dotter till Esbjörn Svensson och Christina Bengtsdotter (Lilliestielke). De fikc tillsammans barnen Maria Geete (1625–1697) som var gift med Mattias Eriksson Ulf af Horsnäs, Christina Geete (född 1629), Christina Geete (född 1630) som var gift med Per Christersson Siöblad, Jakob Geete (1631–1655) och Märta Geete (född 1631) som var gift med amiralitetskaptenen Gustaf Simonsson Rosenblad.
Geete gifte sig tredje gången med Botilda Månesköld af Seglinge. Hon var dotter till Christer Carlsson Månesköld af Seglinge och Brita Björnsdotter Bååt. Botilda Månesköld af Seglinge var änka efter Magnus Axelsson Silfversparre. Gette och Månesköld af Seglinge fick tillsammans dottern Brita Geete (född 1635).